# Karl-Heinz Kirchhoff
Karl-Heinz Kirchhoff (* 8. Dezember 1925 in Osterwick, Kreis Coesfeld; † 3. Dezember 2014 in Münster) war ein deutscher Historiker.
Kirchhoff wurde 1960 an der Universität Münster mit einer Arbeit zur Geschichte des Täufertums promoviert. Er arbeitete als Landesverwaltungsdirektor beim Landschaftsverband Westfalen-Lippe. Seit 1968 war er ordentliches Mitglied der Historischen Kommission für Westfalen. 2009 erfolgte die Umwandlung in eine korrespondierende Mitgliedschaft. Kirchhoff arbeitete hauptsächlich zur Geschichte der Stadt Münster.

## Schriften (Auswahl)
- Der Prinzipalmarkt. Mit Michaelisplatz, Gruetgasse, Syndikatgasse und Syndikatplatz. Aschendorff, Münster 2001.
- Forschungen zur Geschichte von Stadt und Stift Münster. Ausgewählte Aufsätze und Schriftenverzeichnis. Hrsg. von Franz Petri, Fahlbusch, Warendorf 1988.
- Münster 1570. Der Kupferstich des Remigius Hogenberg nach einer Zeichnung des Hermann tom Ring. Münster 1980.
- Die Täufer in Münster 1534/35. Untersuchungen zum Umfang und zur Sozialstruktur der Bewegung. Aschendorff, Münster (in Westfalen) 1973.
- Die Täufer im Stift Münster. Verbreitung und Bekämpfung des Täufertums zur Zeit des Fürstbischofs Franz von Waldeck. Phil. Diss. Münster 1960.